# مات فاغنر (لاعب كرة قاعدة)
مات فاغنر (بالإنجليزية: Matt Wagner)‏ هو لاعب كرة قاعدة أمريكي، ولد في 4 أبريل 1972 في سيدار فولز في الولايات المتحدة.

## وصلات خارجية
- مات فاغنر على موقعبيزبول رفرنس.كوم (الدوري الرئيسي) (الإنجليزية)
- مات فاغنر على موقعبيزبول رفرنس.كوم (الدوري الثانوي) (الإنجليزية)